# Trichoferus antonioui
Trichoferus antonioui là một loài bọ cánh cứng trong họ Cerambycidae.